# Толдал
Толдал (рум. Toldal) — село у повіті Муреш в Румунії. Входить до складу комуни Войводень.
Село розташоване на відстані 278 км на північний захід від Бухареста, 17 км на північ від Тиргу-Муреша, 75 км на схід від Клуж-Напоки, 141 км на північний захід від Брашова.

## Населення
За даними перепису населення 2002 року у селі проживали 284 особи.
Національний склад населення села:
| Національність | Кількість осіб | Відсоток |
| -------------- | -------------- | -------- |
| румуни         | 156            | 54,9%    |
| угорці         | 116            | 40,8%    |
| цигани         | 12             | 4,2%     |

Рідною мовою назвали:
| Мова      | Кількість осіб | Відсоток |
| --------- | -------------- | -------- |
| румунська | 161            | 56,7%    |
| угорська  | 112            | 39,4%    |
| циганська | 11             | 3,9%     |